# 稲荷神社 (島田市柳町)
稲荷神社（いなりじんじゃ）は静岡県島田市柳町にある神社。御陣屋稲荷神社とも呼ばれており、悪口稲荷という名で知られている。大井神社の飛地境内社となっている。

## 祭神
- 島田市野田のご神体を一緒に移転させた際に、屋敷神として祀られた。

## 歴史
- 1616年（元和2年）に島田代官所が宿内柳町へ設けられた[5]。
- 島田代官所は1794年（寛政6年）に駿府代官所に統合されて、のちにこの稲荷祠は御陣屋稲荷と言われるようになった[5]。
- 陣屋の校内は一般の人たちの立ち入ることは許されてはいなかったが、稲荷祭の日である旧暦正月（新暦二月）初午の日だけは、構内を開放して一般人に自由に参拝を許していた[6]。

## 悪口稲荷の由来
御陣屋稲荷では、新春の初午祭事に町民たちの参詣がゆるされた。その際、役人の評判を把握するため、代官が町民から役人についての噂を集めた。町民は噂を直接申し立てるのをはばかり、役人の評判を人形に託すことにした。これが風刺人形のはじまりである。のちに、町民同士の噂まで人形に託されるようになったことから、御陣屋稲荷に悪口稲荷の通り名がついた。

## 年中行事
毎年2月初めの丑の日に例祭が行われる。島田宿内の噂されている不正などの風刺が立札や軒灯に描かれ、風刺人形が展示された。
平成16年度より、第三セクターである「まちづくり島田」の主催で、毎年1回「愛するあなたへの悪口コンテスト」が開催されている。村松友視が審査委員長を務めている。

## 御陣屋稲荷の絵馬
御陣屋稲荷の絵馬には以下のようなものがある。
- 平忠盛が祇園社で献燈の僧を捕える図
  - 金谷の画家で、崋山門十哲の1人でもある永村茜山が描いた。
- 日の出に鶴の図
  - 夫婦和合や子孫繁栄を祈ったもの。
  - 崋山門の画家である福田半香が描いた。
- 松に鶴の図（桑原桂叢）
  - 崋山門の福田半香や平井顕斎らと親交のあった、桑原桂叢が描いた。
- 馬の図
  - 「島田駅志」などを著した置塩綯斎が描いた。
- 太郎冠者の図
  - 桑原桂叢が描いた。
  - 太郎冠者の図は現存していない。